# 岡田誠一 (ボクサー)
岡田 誠一（おかだ せいいち、1982年4月6日 - ）は、日本のプロボクサー。神奈川県横浜市出身。第43代日本スーパーフェザー級王者。横浜高等学校、東京農業大学卒業。大橋ボクシングジム所属。

## 来歴
東農大時代には国体準優勝を経験し卒業後、大橋ジムに入門、B級ボクサーライセンスを取得した。
2005年5月18日、プロデビュー。
2009年、最強後楽園にエントリー、準決勝で松崎博保（協栄）を6回判定勝利で下し、決勝で川村貢治（ワタナベ）を退け優勝した。
2010年2月6日、日本スーパーフェザー級王者の三浦隆司（横浜光）と対戦し、僅差の判定で王座奪取はならなかった。
2011年1月31日、有明コロシアムで行われたダブル世界戦の前座として、三浦がその世界戦のために返上して空位となった同王座を福原力也（ワタナベ）と争い、2-1の僅差の判定を制して2度目の挑戦で日本王座を獲得した。
2011年4月2日、後楽園ホールでのチャンピオン・カーニバルで1位の挑戦者阪東ヒーロー（ファミリーフォーラム）を9回TKOで退け初防衛に成功した。
2011年9月3日、同級5位の涼野康太（五代）の挑戦を受けるも判定で退け2度目の防衛に成功した。試合後はKOが出来なかったことを反省した。
2011年12月31日、横浜文化体育館で開かれたダブル世界戦の前座として、2階級制覇を狙ったガンダムボクサーこと元日本フェザー級チャンピオンの梅津宏治（ワタナベ）と対戦し、2-0の判定で王座を死守し3度目の防衛に成功した。
2012年5月5日、チャンピオン・カーニバルとして金子大樹（横浜光）と対戦し、今年1月に結婚したばかりの岡田にとっては落とせない一戦であったが、試合は7歳年下の若さ溢れる金子が試合を作っていく展開となり最後はパンチを浴びせられたところで試合はストップ8回TKO負けを喫し4度目の防衛に失敗、王座から陥落した。
2012年8月18日、メキシコ・プエブラで前WBC世界ライト級シルバー王者でWBC世界スーパーフェザー級9位のアレハンドロ・サナブリアと対戦するが、8回にサナブリアの強打に捕まりダウンを拒んだものの主審がストップに入り試合が終了、8回TKO負けを喫した。
2013年2月26日、ノーランカーの松田雄太（SFマキ）と対戦、松田は戦績が9勝7敗と勝ち負けを繰り返していたボクサーで、この試合はチューンナップ戦として組まれた試合だった。初回に松田の左フックが決まり、岡田はなんとか立ち上がるも結局その一発が決定的なダメージとなり、試合続行不可能と判断したレフェリーにより、1回2分36秒TKO負で3連敗となった。
2013年10月21日、ジュニストン・シンボロン（インドネシア）と60kg契約8回戦で対戦、3回に左ボディーを決めて相手はダウンそのまま起き上がれず試合終了、3連敗からの脱出に成功すると同時に2年6ヶ月振りとなるKOでの勝利となった。
2014年6月23日、後楽園ホールで佐藤駿介（北澤）と対戦し、4回51秒KO勝ちを収めた。
2014年7月19日、メキシコ・ゲレロ州でネリー・サグイラン（メキシコ）とUSNBCスーパーフェザー級王座決定戦を行い、8回1分55秒TKO負けを喫した。
2015年3月5日、後楽園ホールで斉藤正樹（10COUNT）と対戦し、8回0-3（2者が75-78、74-79）で判定負けを喫した。
2016年3月28日、後楽園ホールで日本ライト級10位のスパイス松下（セレス）と対戦し、8回1-1（77-76、75-77、76-76）で引き分けとなった。
2016年10月3日、後楽園ホールで柳達也（伴流）と対戦し、8回2-0（76-76、77-76、78-75）で判定勝ちを収めた。
2017年3月27日、後楽園ホールで山田健太郎（全日本P）と対戦し、8回3-0（79-74、2者が79-73）で判定勝ちを収めた。
2018年2月28日、後楽園ホールで宮本知彰（アポロ）と対戦し、3回2分30秒TKO勝ちを収めた。
2018年12月3日、後楽園ホールで日本スーパーフェザー級9位の荒木貴裕（極東）と対戦し、6分1分8秒TKO勝ちを収めた。
2019年4月8日、後楽園ホールで中川兼玄（三迫）と対戦し、8回0-3（75-77×2、74-78）で判定負けを喫した。
2020年11月28日、後楽園ホールで室田拡夢（T&T）と対戦し、8回1-0（78-74、76-76×2）で引き分けとなった。
2022年8月26日、後楽園ホールで高畑里望（ドリーム）と対戦し、8回36秒TKO勝ちを収めた。
2023年7月11日、後楽園ホールでニューサンダー照屋（筑豊）と対戦し、8回0-3（75-77、74-78、73-79）で判定負けを喫した。
2024年3月1日、韓国・江南区でイ・ヒョンジュンと対戦し、4回1分26秒TKO勝ちを収めた。

## 戦績
- アマチュアボクシング：85戦70勝（35KO・RSC）15敗
- プロボクシング：34戦24勝（15KO）8敗2分

| 戦           | 日付           | 勝敗 | 時間    | 内容        | 対戦相手                                   | 国籍         | 備考                                      |
| ------------ | -------------- | ---- | ------- | ----------- | ------------------------------------------ | ------------ | ----------------------------------------- |
| 1            | 2005年5月18日  | ☆    | 3R 1:11 | TKO         | コンデット・シットトウートラガーン         | タイ         | プロデビュー戦                            |
| 2            | 2005年8月22日  | ☆    | 2R 0:52 | KO          | ノパサック・チュワタナ                     | タイ         |                                           |
| 3            | 2005年12月5日  | ☆    | 5R 2:34 | TKO         | 萩森良平（天熊丸木）                       | 日本         |                                           |
| 4            | 2006年4月3日   | ☆    | 2R 2:31 | KO          | チャクラペッチ・トーティワノン             | タイ         |                                           |
| 5            | 2007年9月5日   | ☆    | 8R      | 判定3-0     | 金丸清隆（正拳）                           | 日本         |                                           |
| 6            | 2008年4月30日  | ☆    | 7R 1:36 | TKO         | 五十嵐圭（ワタナベ）                       | 日本         |                                           |
| 7            | 2008年10月18日 | ☆    | 5R      | 負傷判定3-0 | 松村浩太郎（ミナノ）                       | 日本         |                                           |
| 8            | 2009年1月24日  | ☆    | 4R 2:25 | KO          | 谷口浩嗣（横浜光）                         | 日本         |                                           |
| 9            | 2009年7月3日   | ☆    | 6R      | 判定3-0     | 松崎博保（協栄）                           | 日本         | 2009最強後楽園スーパーフェザー級準決勝    |
| 10           | 2009年10月11日 | ☆    | 8R      | 判定3-0     | 川村貢治（ワタナベ）                       | 日本         | 2009最強後楽園スーパーフェザー級決勝/優勝 |
| 11           | 2010年2月6日   | ★    | 10R     | 判定1-2     | 三浦隆司（横浜光）                         | 日本         | 日本スーパーフェザー級タイトルマッチ      |
| 12           | 2010年5月1日   | ☆    | 3R 0:55 | TKO         | アビ・メチャマン                           | インドネシア |                                           |
| 13           | 2010年11月8日  | ☆    | 3R 0:34 | TKO         | 健太郎マイモンコンプロモーション（TI山形） | 日本         |                                           |
| 14           | 2011年1月31日  | ☆    | 10R     | 判定2-1     | 福原力也（ワタナベ）                       | 日本         | 日本スーパーフェザー級王座決定戦          |
| 15           | 2011年4月2日   | ☆    | 9R 0:11 | TKO         | 阪東ヒーロー（フォーラムS）                | 日本         | 日本王座防衛1                             |
| 16           | 2011年9月3日   | ☆    | 10R     | 判定3-0     | 涼野康太（五代）                           | 日本         | 日本王座防衛2                             |
| 17           | 2011年12月31日 | ☆    | 10R     | 判定2-0     | 梅津宏治（ワタナベ）                       | 日本         | 日本王座防衛3                             |
| 18           | 2012年5月5日   | ★    | 8R 1:06 | TKO         | 金子大樹（横浜光）                         | 日本         | 日本王座陥落                              |
| 19           | 2012年8月18日  | ★    | 8R 2:10 | TKO         | アレハンドロ・サナブリア                   | メキシコ     |                                           |
| 20           | 2013年2月26日  | ★    | 1R 2:21 | TKO         | 松田雄大（SFマキ）                         | 日本         |                                           |
| 21           | 2013年10月21日 | ☆    | 3R 2:20 | TKO         | ジュニストン・シンボロン                   | インドネシア |                                           |
| 22           | 2014年6月23日  | ☆    | 4R 0:51 | KO          | 佐藤駿介（北澤）                           | 日本         |                                           |
| 23           | 2014年7月19日  | ★    | 8R 1:55 | TKO         | ネリー・サグイラン                         | メキシコ     | USNBCスーパーフェザー級王座決定戦         |
| 24           | 2015年3月5日   | ★    | 8R      | 判定0-3     | 斉藤正樹（10COUNT）                        | 日本         |                                           |
| 25           | 2016年3月28日  | △    | 8R      | 判定1-1     | スパイス松下（セレス）                     | 日本         |                                           |
| 26           | 2016年10月3日  | ☆    | 8R      | 判定2-0     | 柳達也（伴流）                             | 日本         |                                           |
| 27           | 2017年3月27日  | ☆    | 8R      | 判定3-0     | 山田健太郎（全日本P）                      | 日本         |                                           |
| 28           | 2018年2月28日  | ☆    | 3R 2:30 | TKO         | 宮本知彰（アポロ）                         | 日本         |                                           |
| 29           | 2018年12月3日  | ☆    | 6R 1:08 | TKO         | 荒木貴裕（極東）                           | 日本         |                                           |
| 30           | 2019年4月8日   | ★    | 8R      | 判定0-3     | 中川兼玄（三迫）                           | 日本         |                                           |
| 31           | 2020年11月28日 | △    | 8R      | 判定1-0     | 室田拡夢（T&T）                            | 日本         |                                           |
| 32           | 2022年8月26日  | ☆    | 8R 0:36 | TKO         | 高畑里望（ドリーム）                       | 日本         |                                           |
| 33           | 2023年7月11日  | ★    | 8R      | 判定0-3     | ニューサンダー照屋（筑豊）                 | 日本         |                                           |
| 34           | 2024年3月1日   | ☆    | 4R 1:26 | TKO         | イ・ヒョンジュン                           | 韓国         |                                           |
| テンプレート |                |      |         |             |                                            |              |                                           |

## 獲得タイトル
- 第43代日本スーパーフェザー級王座（防衛3）